# وانفرید
شهر وانفرید (به آلمانی: Wanfried) در ایالت هسن در کشور آلمان واقع شده‌است.